# Кёрнер, Магнус
Магнус Петер Кёрнер (швед. Magnus Peter Körner, 12 декабря 1808, Гордстонга, Скания, Швеция — 4 ноября 1864, Лунд, Скания, Швеция) — шведский художник и иллюстратор.

## Биография

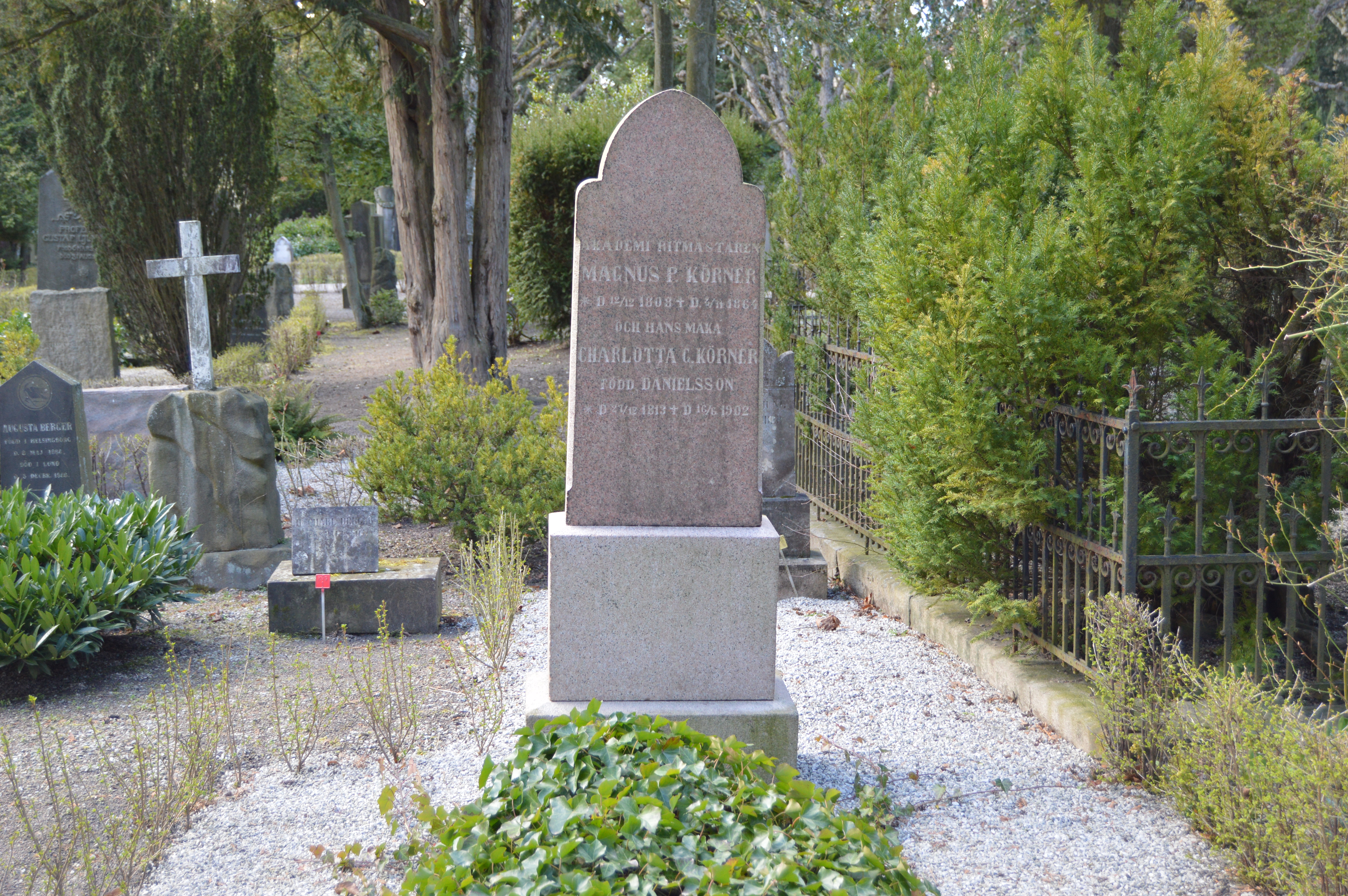
Могила Магнуса Кёрнера на Восточном кладбище в Лунде

Отец Кёрнера был садовником в замке Видеруп, где Магнус Кёрнер получил начальное образование. Позже он учился у Андреаса Арвидссона и в Королевской академии свободных искусств.
Магнус иллюстрировал Skandinavisk Fauna (Скандинавская Фауна) Свена Нильссона. Он также работал художником, литографом и учителем рисования. В 1831 году Кёрнер основал литографский институт в Лунде, который издавал ряд работ, особенно иллюстрации к более поздним научным работам Лундского университета. Среди наиболее известных Skandinaviska foglar (Скандинавские птицы, 1839—1849), Skandinaviska däggdjur (Скандинавские млекопитающие, 1855) и коллекция портретов профессоров Лундского университета 1842 года.
Магнус оказался под сильным финансовым давлением, когда ему пришлось содержать большую семью, из-за чего он рано умер. Он похоронен на Восточном кладбище в Лунде. Кёрнер представлен в Национальном музее Швеции и Библиотеке Лундского университета.